# Olga Hudlická
Olga Hudlická (n. 11 iulie 1926, Přelouč, Pardubice, Cehia – d. 3 mai 2014, Birmingham, Anglia, Regatul Unit) a fost o fiziologă ceho-britanică. Ea a fugit în perioada normalizării din Cehoslovacia și s-a mutat în Anglia. A lucrat la Universitatea din Birmingham, unde a studiat fluxul sanguin și subțierea acestuia, precum și creșterea capilară a mușchilor cardiaci și scheletici.

## Biografie

### Tinerețe
Olga Hudlická s-a născut la 11 iulie 1926 în Přelouč, Cehoslovacia, mama sa fiind Marie (născută Babáčková) și tatăl Jaroslav Hudlický. Mama sa a lucrat ca funcționară, iar tatăl ei a fost inginer în Přelouč. Hudlická a studiat la Olomouc și apoi și-a terminat studiile secundare la Praga. În timpul studiilor sale, naziștii au invadat și au ocupat Cehoslovacia. După ce a terminat brigăzile de muncă obligatorie, a terminat liceul în 1945.
La sfârșitul celui de-Al Doilea Război Mondial, Hudlická și-a început studiile medicale la Universitatea Carolină, unde a primit o diplomă în medicină în 1950.:475 În același an, s-a căsătorit cu Andrei Klein, un medic care a lucrat la spitalul principal din Praga.
Hudlická și-a continuat studiile la Institutul de Fiziologie al Academiei de Științe a Republicii Cehe⁠(cs)[traduceți] (în cehă Fyziologický ústav (FGÚ)), inspirată să studieze fluxul sanguin muscular de lucrările lui Ernest Gutmann. După ce a terminat doctoratul în 1954, a fost invitată să lucreze în cadrul Departamentului de Farmacologie al Institutului Karolinska din Stockholm în 1960. În același an, a fost numită secretar onorific al Societății Fiziologice Cehoslovace. 
În 1964, a fost din nou invitată să studieze în străinătate și a ocupat un post la Centrul Medical al Universității Duke din Durham, Carolina de Nord. După ce și-a terminat doctoratul în științe în 1968 la FGÚ, s-a întors la Universitatea Duke pentru a studia în laboratorul lui Gene Renkin. În ciuda Războiului Rece, liberalizarea din timpul Primăverii de la Praga i-a permis să obțină permisiunea pentru studii suplimentare și să participe la Congresul Internațional de Științe Fiziologice, care a avut loc în acel an la Washington, DC.:475
Când Hudlická a revenit în Cehoslovacia, chiar înainte de Crăciun, perioada de liberalizare s-a încheiat, iar Uniunea Sovietică a adus tancuri pentru a suprima Guvernul Cehoslovaciei. În ciuda revenirii la autoritarism, i s-a permis să prezinte o lucrare la Societatea Fiziologică (The Physiological Society⁠(d)) de la Oxford în vara anului 1969. În timp ce se aflau în Anglia, ea și soțul său au plănuit evacuarea familiei lor din Cehoslovacia. La scurt timp după întoarcerea lor în țară, sub pretextul unei vizite de vacanță cu prietenii, și-au adus fiul cu avionul la Londra, iar pe fiica lor la Colmar, în nordul Franței. Odată ce copiii au plecat în siguranță din țară, Hudlická și Klein, cu un bagaj mic, au mers cu mașina să-și viziteze niște prieteni în Ungaria.:475 Din Ungaria, cuplul a condus spre Franța pentru a-și întâlni fiica, prin Austria și Italia. :476
La Paris, s-au reunit cu fiul lor, iar familia s-a îndreptat spre Zürich, Elveția, unde au întâlnit-o pe mama ei și au îmbarcat-o într-un avion spre SUA pentru a-l vizita pe fratele ei mai mare, în timp ce familia a decis unde să se stabilească.:476 Fuga lor a avut loc chiar înainte de închiderea granițelor cehoslovace, la 15 septembrie 1969.

### Carieră
Hudlická a găsit de lucru la Institutul Max Planck din Germania,:476 dar până la sfârșitul anului, ea și copiii ei s-au mutat în Anglia, deoarece a acceptat o invitație de a se alătura departamentului de fiziologie al Universității din Birmingham. Până în februarie 1970, soțul și mama ei s-au reunit cu familia. Klein a început să lucreze la un spital din Birmingham, în timp ce Hudlická și-a reluat studiile privind fluxul sanguin. :476
Ea a publicat o monografie în 1973, „Muscle Blood Flow” (Fluxul sanguin muscular), urmată de „Angiogenesis” în 1986. Această lucrare a fost influentă în investigarea creșterii capilare a mușchilor cardiaci și scheletici. Evaluând mecanismele care reglează fluxul sanguin și procesul prin care se formează noi vase de sânge, Hudlická a recunoscut că, prin utilizarea indirectă a stimulării electrice asupra mușchilor scheletici, se pot modifica mecanismele care furnizează oxigen și nutrienți mușchilor. Implicațiile terapeutice pentru pacienți au inclus rezistența la oboseală și creșterea fluxului sanguin, similară cu cea obținută prin antrenament fizic, la pacienții afectați de insuficiență cardiacă, hipertensiune arterială sau accident vascular cerebral.
Hudlická a fost autoare (singură sau în colaborare) a peste 200 de publicații, a editat și a recenzat lucrări pentru publicații precum Microcirculation și a format studenți doctoranzi. A fost secretară onorifică a Societății Britanice de Microcirculație între 1985 și 1992 și președinta acesteia din 1996 până în 1999.:476
Hudlická a fost profesoară invitată la numeroase universități internaționale, inclusiv Universitatea Centrală a Venezuelei din Caracas, Universitatea din California, Davis și Universitatea din Frankfurt pe Main. A primit numeroase premii, inclusiv pentru susținerea Lecției Anuale de Recenzie a Societății de Fiziologie în 1990;:476 Premiul Benjamin W. Zweifach al Societății de Microcirculație în 1996 și Premiul Malpighi al Societății Europene de Microcirculație în 2008.
După pensionarea sa în 1993, Hudlická a continuat să lucreze ca profesor emerit și să practice chirurgia și să efectueze cercetări.:477
Printre lucrările pe care le-a publicat s-au numărat „Aplicarea stimulării musculare/nervoase în sănătate și boli” în 2008 și mai multe cărți de bucate care detaliază rețete pentru tratarea anumitor tipuri de afecțiuni și boli. :477

## Deces și moștenire
Hudlická a decedat la 3 mai 2014, în urma unei căzături.:477
Munca sa asupra mecanismelor care reglează creșterea capilarelor, modul în care tumorile canceroase sunt invadate de vasele de sânge și se formează noi vase de sânge, a oferit o înțelegere fundamentală a performanței musculare și a abordărilor terapeutice care pot fi utilizate pentru a ameliora bolile vasculare.